# Galileo-Projekt

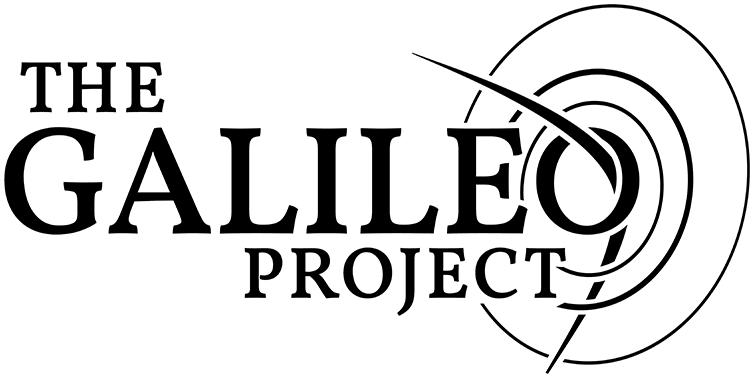
Logo des Galileo-Projekts

Das Galileo-Projekt ist  ein internationales wissenschaftliches Forschungsprojekt zur Suche nach außerirdischer Intelligenz oder außerirdischer Technologie auf und in der Nähe der Erde und zur Erforschung der Natur anomaler Unbekannter Flugobjekte (UFOs/UAP).
Es wurde 2021 vom Astrophysiker Avi Loeb der Harvard University ins Leben gerufen, kurz nach dem ODNI-UFO-Bericht – einem Bericht der vom US-Geheimdienst über das Büro des Director of National Intelligence – und einer Rede des Leiters der NASA, Bill Nelson, in der er am 3. Juni 2021 erklärte, dass eine wissenschaftliche Analyse der von einer Vielzahl von Instrumenten erfassten unbekannten Luftphänomene erforderlich sei. Am 5. Juni schickte Loeb der NASA eine E-Mail mit dem Vorschlag für ein solches wissenschaftliches Projekt, erhielt jedoch keine Antwort. Daraufhin startete er das Projekt am 26. Juli 2021 mithilfe von Spenden auf eigene Faust.
Das gemeinnützige Projekt sucht nach außerirdischer technologischer Ausrüstung, die als Technosignaturen gelten kann. Dazu gehört auch die Erfassung neuer Daten über ungewöhnliche UFOs mithilfe speziell optimierter, nicht klassifizierter Sensorsysteme.

## Beschreibung
Das Projekt zielt darauf ab, mit bestehenden und neuen Teleskopen systematisch nach Artefakten in der Erdumlaufbahn, interstellaren Objekten und unbekannten Flugobjekten, auch „anomale Luftfahrzeuge“ (AAV) genannt, zu suchen. in der Erdatmosphäre. Die UFO-Forschung, einschließlich der Ufologie, wurde oft dafür kritisiert, nur wenige oder qualitativ minderwertige Daten zu verwenden oder zu liefern, insbesondere da die Einhaltung des Sagan-Standards „außergewöhnliche Behauptungen erfordern außergewöhnliche Beweise“ ein Leitprinzip wissenschaftlicher Forschung ist. Das Projekt zielt darauf ab, das Problem der Datenqualität durch den Aufbau neuer Sensorsysteme zu lösen. Das Projekt zielt darauf ab, die gesammelten Daten der wissenschaftlichen Überprüfung öffentlich zugänglich zu machen und Artikel mit „transparenter“ wissenschaftlicher Analyse in peer-reviewten wissenschaftlichen Fachzeitschriften zu veröffentlichen. Loeb weist darauf hin, dass „Menschen beim Militär oder in der Politik keine wissenschaftliche Ausbildung haben und daher nicht aufgefordert werden sollten, das zu interpretieren, was sie am Himmel sehen.“ Das Projekt wendet einen agnostischen (oder „säkularen“ bzw. „unvoreingenommenen, empirischen Untersuchung“) Ansatz an, bei dem keine potenziellen Erklärungen – einschließlich derer, die von manchen Experten als unwahrscheinlich angesehen werden – a priori abgelehnt werden, sondern Daten gesammelt und wissenschaftlich untersucht werden, um auf der Grundlage der Ergebnisse Schlussfolgerungen zu ziehen.
Die beiden anderen Hauptforschungsschwerpunkte sind die Suche nach „zwei weiteren Arten potenzieller außerirdischer technologischer Signaturen mithilfe von KI“: 1I/ʻOumuamua-ähnlichen interstellaren Objekten und nicht-künstlichen künstlichen Satelliten.
Über 100 Wissenschaftler weltweit sind an dem Projekt beteiligt.
Im Juli 2023 berichteten der Astronom Avi Loeb und sein Team, möglicherweise interstellares Material gefunden zu haben. Laut einem Bericht der New York Times wurden die Behauptungen von Loeb und seinem Team über ihre Entdeckungen von Kollegen angezweifelt.

## Aktivitäten

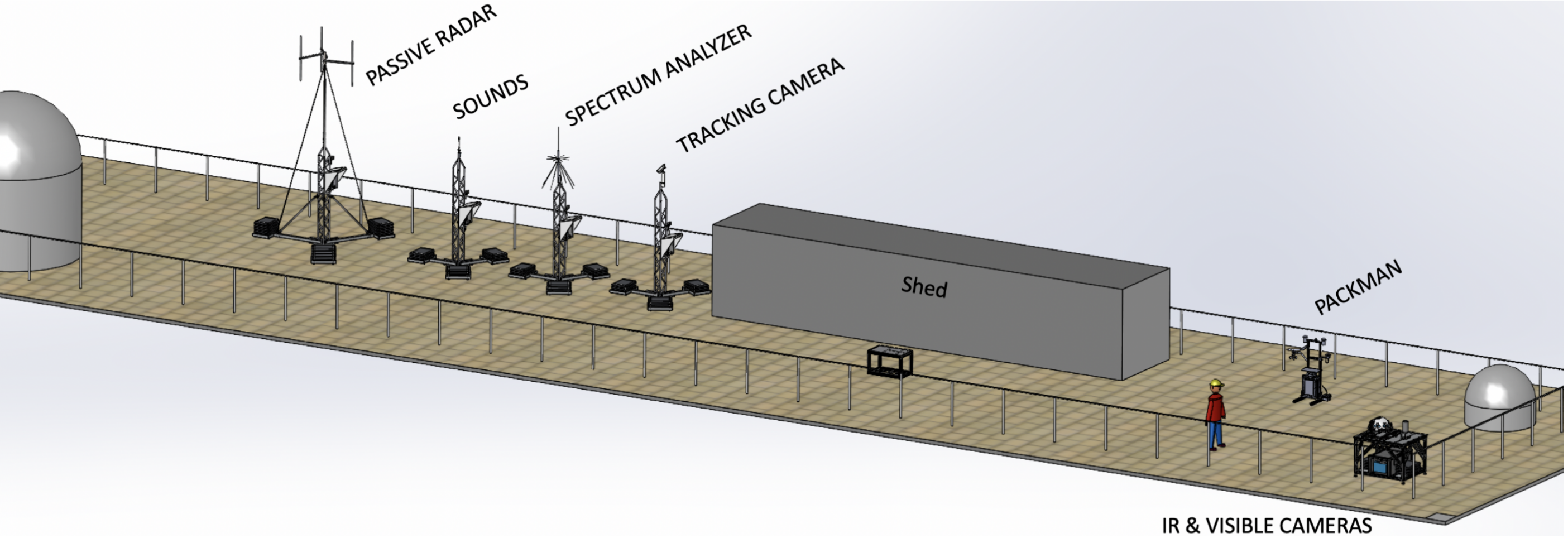
„Bau neuer Teleskopsysteme zur Erforschung der Natur unbekannter Luftphänomene (UAP), ähnlich denen, die im ODNI-Bericht (2021) an den US-Kongress erwähnt werden“

Loeb erklärte: „Das Galileo-Projekt wird zumindest umfangreiche Datensätze sammeln, die möglicherweise die Entdeckung – oder bessere wissenschaftliche Erklärungen – neuer interstellarer Objekte mit anomalen Eigenschaften sowie potenzieller neuer Naturphänomene oder terrestrischer Technologie-Erklärungen für viele derzeit unerklärliche UAP fördern.“

### Teleskope
Ein Projekt zielt darauf ab, eine Reihe optischer und infraroter Teleskope zu bauen, um den Himmel zu überwachen und die Beobachtungen mithilfe künstlicher Intelligenz zu klassifizieren und zu analysieren. Das erste Teleskop wurde 2022 auf dem Dach des Harvard College Observatory installiert. Weitere Sensorsysteme sollen weltweit eingesetzt werden, möglicherweise auch vernetzt. Im September 2022 wurde berichtete, dass das Projekt im Januar mit der Erfassung von Beobachtungen beginnen sollte und Loeb erklärte in einem Online-Beitrag vom 24. Oktober, dass die vom Galileo-Projekt entwickelten Instrumente „mittlerweile neue, qualitativ hochwertige Daten erfassen“.
Die Teleskopsysteme nutzen Maschinelles Lernen, um beispielsweise „Vögel, Ballons, Drohnen, atmosphärische Ereignisse, Flugzeuge und Satelliten von mysteriöseren Sichtungen zu unterscheiden“.
Die Teleskope könnten durch Radarsysteme ergänzt werden, die „ein physisches Objekt am Himmel von einem Wettermuster oder einer Fata Morgana unterscheiden“ könnten. Darüber hinaus will die NASA, wie bei ihrer UAP-Studie, Das Projekt untersucht auch die Nutzung von Erdbeobachtungssatelliten, insbesondere von Daten, die von Miniatursatelliten von Planet Labs gesammelt werden.
Loeb gab an, dass SETI bisher hauptsächlich auf der Annahme basierte, dass Außerirdische über Radiowellen kommunizieren, eine Technologie, die wir seit etwas mehr als einem Jahrhundert nutzen und die fortgeschrittene Außerirdische möglicherweise längst hinter sich gelassen haben. Er merkte an, dass eine bessere Strategie darin bestehen könnte, nach Artefakten zu suchen: nach außerirdischer Technologie. Der Astronom Jason Wright bestätigt, dass solche Suchen „sehr wenig“ durchgeführt werden, aber „Artefakt-SETI“ scheint „in letzter Zeit mehr Anklang gefunden zu haben“. Artefakte könnten sich – wie unser „Briefkasten“ – über 4,55 Milliarden Jahre im Sonnensystem angesammelt haben.
Ein Ziel des Projekts ist es, „neue, scharfe Bilder mit besseren Instrumenten aufzunehmen, als sie jemals von Zivilisten verwendet wurden“. Obwohl relevante Sensoren nicht nur Fotokameras sind, erklärte Loeb Anfang 2022, dass hochauflösende Bilder innerhalb von zwei Jahren.

### Untersuchung interstellarer Objekte wie 'Oumuamua

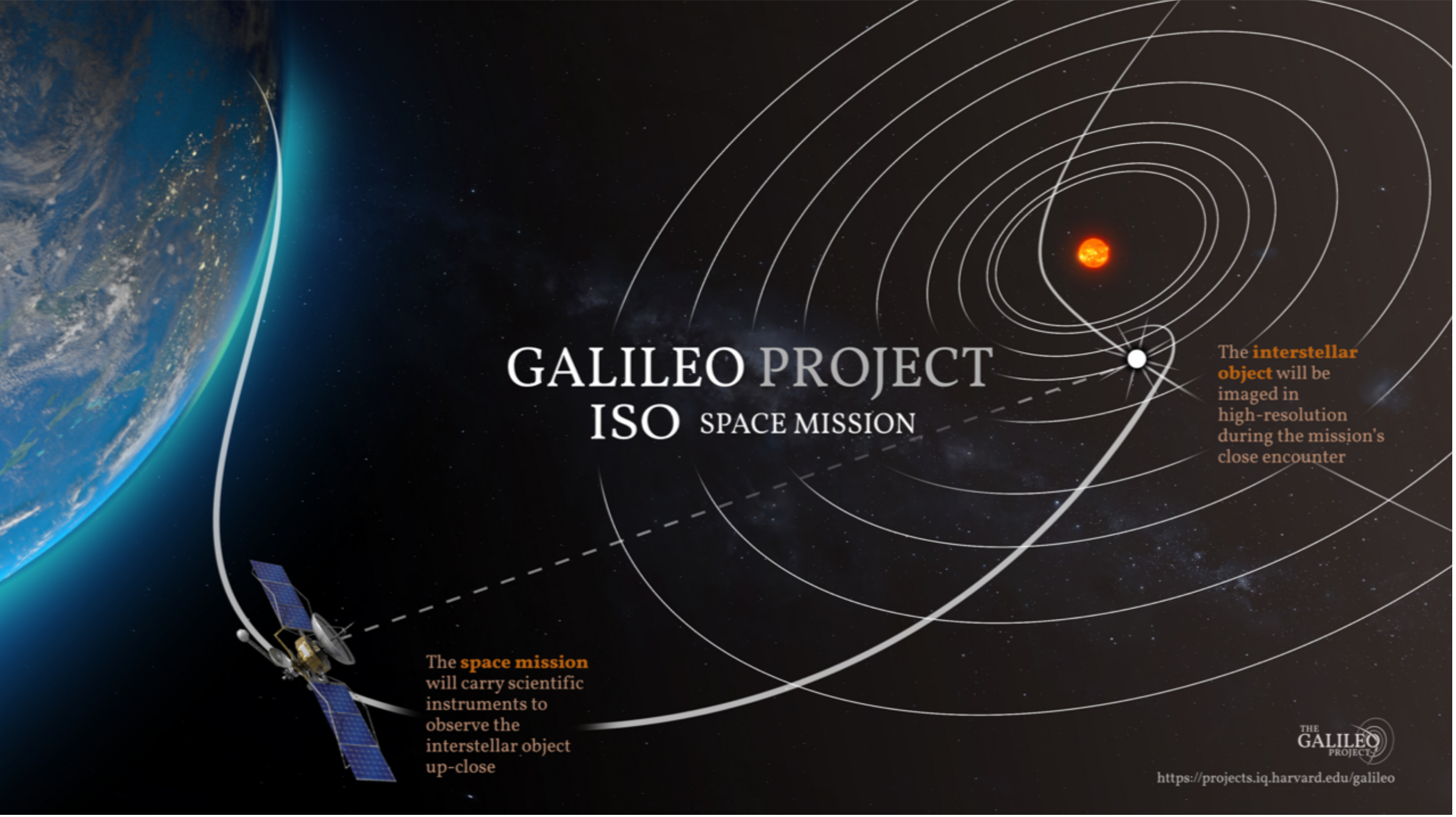
"Auswertung hochwertiger Teleskopdaten, z. B. vom Vera C. Rubin Observatorium oder vom Webb-Teleskop zur Entdeckung anomaler interstellarer Objekte und zur Entwicklung von Abfang- oder Rendezvous-Weltraummissionen, die die Natur interstellarer Objekte, die weder Kometen noch Asteroiden ähneln, wie beispielsweise Oumuamua, aufklären sollen.

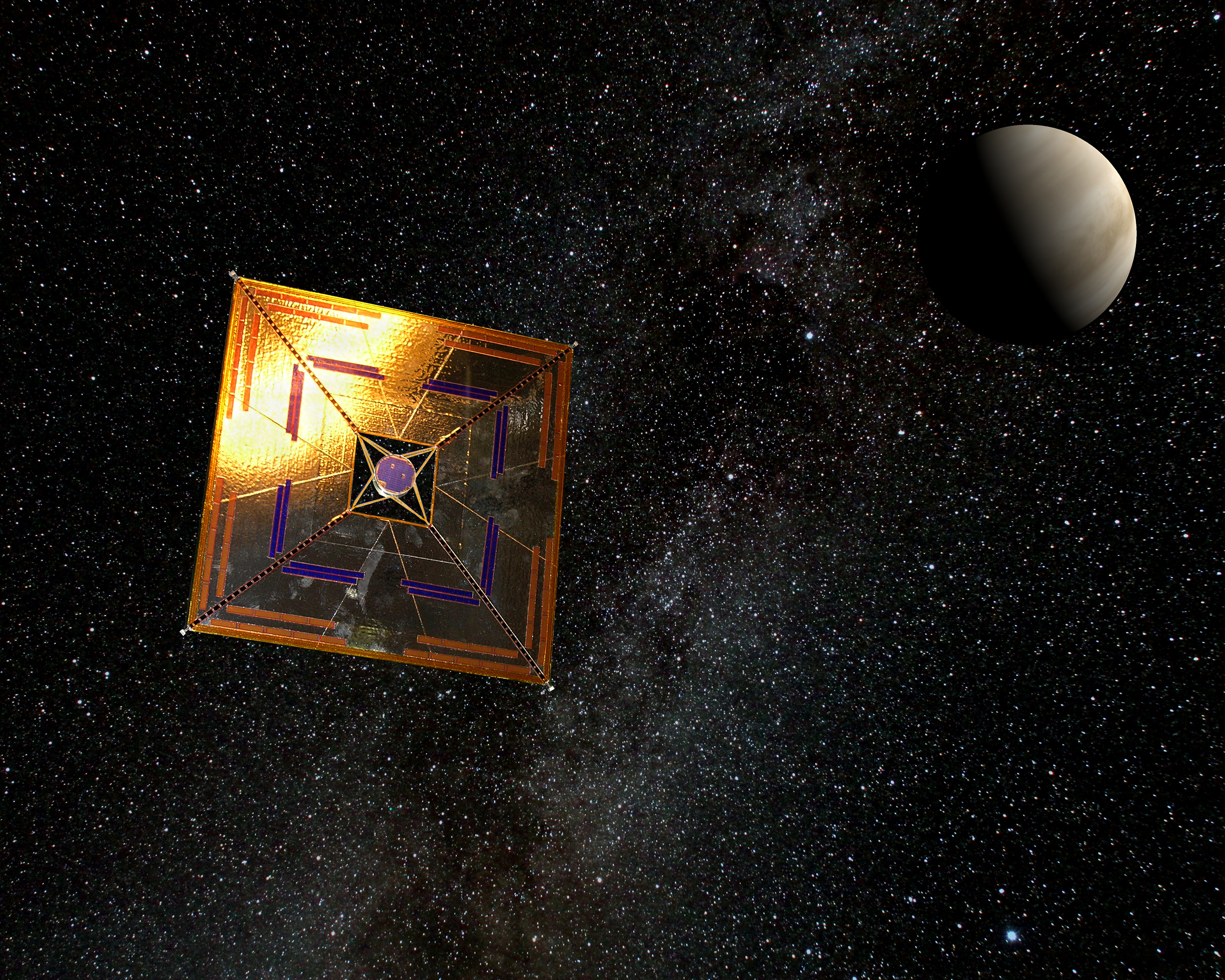
Laut Loeb deuten Beobachtungsdaten darauf hin, dass Oumuamua ein Lichtsegel sein könnte; und die Sonnensegeltechnologie könnte eine Möglichkeit sein, ein solches Objekt mit einer Sonde abzufangen, wie z. B. das Projekt Lyra nahelegt.

Das Projekt plant die Suche, Charakterisierung und Untersuchung von interstellaren Objekten (ISOs) wie dem eigentümlichen Oumuamua, das in 2017. Sie beabsichtigen, astronomische Durchmusterungen wie das Vera C. Rubin Observatory zu nutzen, um solche Objekte schneller identifizieren zu können, und eine Weltraummission zu entwerfen, damit eine Sonde das Objekt abfangen und aus nächster Nähe aufnehmen kann Daten. Das Team beabsichtigt, eine Software zu entwickeln, die die vom Vera-Rubin-Observatorium gesammelten Daten analysiert. Es wird angenommen, dass das Observatorium, sobald es mit seiner Legacy Survey of Space and Time (LSST) beginnt, in der Lage sein wird, ISOs zu erkennen, die mit einer Rate von einigen wenigen pro Monat in unser Sonnensystem eindringen.
In Zusammenarbeit mit Alan Stern, dem leitenden Forscher der NASA-Mission New Horizons, haben sie Fördermittel für die Entwicklung eines solchen Weltraummissionskonzepts erhalten.
Die Ursprünge des Projekts gehen vermutlich auf das Jahr 2017 zurück, als sich sein Gründer Loeb erstmals für das Thema begeisterte und große öffentliche Aufmerksamkeit erlangte, nachdem das erste bekannte interstellare Objekt, ’Oumuamua, entdeckt wurde und höchst ungewöhnliche Eigenschaften und Verhaltensweisen aufwies. Loeb untersuchte und erläuterte diese Anomalien und schlug in wissenschaftlichen Zeitschriften, zahlreichen Medienauftritten und dem Buch „Extraterrestrial: The First Sign of Intelligent Life Beyond Earth“ (2021) vor, dass es sich um eine Art außerirdische Technologie handeln könnte.
Der Zweig Interstellare Objektforschung wird von Amir Siraj geleitet, einem Harvard-Astrophysiker, der häufig mit Loeb zusammenarbeitet und Mitentdecker von ein oder zwei (siehe unten) interstellaren Objekten ist.
Im Jahr 2022 berichteten Siraj und Loeb in einem Preprint über die Entdeckung eines weiteren Kandidaten für einen interstellaren Meteor, CNEOS 2017-03-09. Dabei verwendeten sie denselben Feuerballkatalog wie für CNEOS 2014-01-08 (siehe unten). Sie kamen zu dem Schluss, dass die angenommene Materialstärke der beiden Objekte (dies sind die höchsten und dritthöchsten der 273 Feuerbälle im Katalog) darauf schließen lässt, dass interstellare Meteore „aus einer Population stammen, deren Materialstärke charakteristischerweise höher ist als die von Meteoren, die aus dem Sonnensystem stammen“.

### Tiefseeexpedition zur Bergung von Fragmenten von CNEOS 2014-01-08
Das Projekt konzentrierte sich auf den Meteor von 2014 CNEOS 2014-01-08, der laut Loeb und Siraj „sowohl in seiner Zusammensetzung als auch in seiner und in der Geschwindigkeit“, was sie zu der Annahme veranlasste, es handele sich um ein interstellares Objekt. Die wissenschaftliche Gemeinschaft blieb diesen Behauptungen gegenüber skeptisch, selbst nachdem das United States Space Command seine eigenen Sensordaten bestätigt hatte. Loeb gab bekannt, dass private Philanthropen eine Expedition finanzieren würden, um den Meeresboden in der vermuteten Einschlagsregion abzusuchen indem ein magnetischer Schlitten über den Meeresboden vor der Küste von Papua-Neuguinea gezogen wird. Im Jahr 2023 gab Loeb die Entdeckung eines anomalen 8 Millimeter langen, gekrümmten Drahtstücks bekannt, das als „ISI-2“. Eine Röntgenfluoreszenzanalyse ergab, dass es hauptsächlich aus Mangan und Platin besteht, die üblicherweise zur Herstellung korrosionsbeständiger Laborelektroden verwendet werden. Die relative Zusammensetzung der Elemente im Draht unterschied sich jedoch deutlich von der in Elektroden verwendeten.
Zusätzlich wurden Metallsplitter entdeckt, die aus einer stoßfesten Stahllegierung S5 bestehen, deren Streckgrenze die von Eisenmeteoriten deutlich übersteigt. Dies bestätigt bereits veröffentlichte Ergebnisse, die Stärke von IM1. Es wurden zwei Varianten gefunden, die als „rot“ und „grau“ bezeichnet werden und einen unterschiedlichen Oxidationszustand darstellen. Weitere Fragmente wurden mehrere Kilometer entfernt gefunden.
Die breitere wissenschaftliche Gemeinschaft blieb gegenüber allen damit verbundenen Behauptungen skeptisch, von der Frage, ob der Meteor interstellar war, ob er in diesem Teil des Ozeans landete, ob Fragmente geborgen werden konnten, bis hin zur Frage, ob die gefundenen Objekte von außerhalb der Erde stammten oder nicht. Herkunft. Es zeigte sich, dass die seismischen Daten, auf denen Loeb seine Schätzung des Einschlagsortes teilweise stützte, nicht das Ergebnis eines Einschlags, sondern des nahegelegenen LKW-Verkehrs waren.

### Suche nach nicht-menschlichen künstlichen Satelliten
Das Projekt zielt darauf ab, systematisch nach nicht-menschlichen künstlichen Satelliten (oder halb-künstlichen Satelliten oder Artefakten auf ihnen) in der Erdumlaufbahn zu suchen – beispielsweise durch die Entwicklung von Algorithmen für Teleskope zur Erkennung und Filterung von Objekten in der Erdumlaufbahn und durch den Einsatz moderner Himmelsdurchmusterungen.
Ein Objekt in einer geosynchronen Umlaufbahn könnte sich dort seit vielen Millionen Jahren befinden, und sowohl intaktes Material als auch Trümmer von degradierten Sonden könnten nachgewiesen werden, selbst wenn sie in diesem Zeitraum mehrere Kollisionen erlebt haben. Da sich alle „Objekte mit hoher Albedo bewegen, rotieren und von Zeit zu Zeit Reflexionen aussenden“, sollte es möglich sein, „ihre Existenz durch maßgeschneiderte Suchläufe moderner Daten zu bestätigen“. Das Projekt kann „effektiver nach diesen glitzernden Ereignissen suchen, als dies mit anderen Untersuchungen möglich war“.

## Mitglieder
Das Team besteht aus Wissenschaftlern, die seit 2021 ehrenamtlich am Caltech, der Universität Cambridge, Harvard, Princeton, der Universität Stockholm, der Universität Tokio und anderen Institutionen arbeiten. Das Projekt listet außerdem „assoziierte Fachleute auf, die dem Forschungsteam nützliches Fachwissen und wertvolle Beiträge bieten“, und Mitglieder eines „Wissenschaftlichen Beirats“ und eines „Philanthropischen Beirats“.

## Finanzierung
Die Aktivitäten werden durch Spenden finanziert – 1,8 Millionen US-Dollar (Stand 2021). Zu den Geldgebern gehören Frank Laukien, CEO der Bruker Corporation, und William A. Linton, Gründer der Promega Corporation, die beide im Philanthropischen Beirat des Projekts aufgeführt sind. Die Spenden sind den Angaben zufolge bedingungslos und philanthropisch. Weitere Mittel für eine Expedition zur Bergung von Fragmenten eines interstellaren Objekts wurden im September 2022 angekündigt.
Loeb gab an, dass rund 100 Millionen US-Dollar benötigt würden, um sein Projekt zur Erforschung der Natur von UAP vollständig umzusetzen. Loeb hat darauf hingewiesen, dass die Forschung zur Dunkle Materie ein noch immer ungelöstes Thema ist, das seiner Meinung nach „genauso bizarr wie Außerirdische und weit weniger relevant für das tägliche menschliche Leben“ ist und dass 100 Millionen Dollar pro Sie machen nur zwei Prozent des 5-Milliarden-Dollar-Budgets des Large Hadron Colliders aus und einen noch geringeren Anteil an Elon Musks SpaceX-Projekt im Wert von rund 100 Milliarden Dollar. Die Entwicklung einer Mission zum Abfangen interstellarer Objekte wäre teurer und wurde auf 1 Milliarde Dollar geschätzt.

## Rezeption und Wirkung
Das Projekt erhielt beträchtliche Berichterstattung in den Mainstream-Medien. wurde von vielen, darunter auch Wissenschaftlern, begrüßt. und gewann in den sozialen Medien an Zugkraft, und in Online-Communitys von UFO-Interessierten. Ein NBC-News-Artikel beschreibt das Projekt als „genau die Art von Forschung, die viele nach der Veröffentlichung des Geheimdienstberichts des Pentagons im Juni [2021] gefordert hatten“.
Es gab auch verschiedene Bedenken, Zweifel und Kritik an den Aussichten des Galileo-Projekts.
Einige Astronomen befürchten, dass die Astronomie und SETI durch Projekte wie das Galileo-Projekt untergraben werden. Leitender Astronom Für das SETI-Institut hat Seth Shostak die SETI-Bemühungen seiner Organisation und darüber hinaus, die nichts mit UFOs zu tun haben, mit Loebs Projekt verglichen. Er beschrieb seinen bevorzugten Ansatz als „das Studium unbekannter Fauna im Regenwald“ und die Suche des letzteren nach Außerirdischen in der Erdatmosphäre als „die Hoffnung, Meerjungfrauen oder Einhörner zu finden“. Shostak gab jedoch auch an, dass Loebs „Kollegen“ (d. h. Die akademische astronomische Gemeinschaft sollte für Loebs Bemühungen dankbar sein und sei dankbar, dass Loeb die Freiheit – und den Mut – habe, sich dorthin zu begeben, wo sich nur wenige hinwagen würden).
Einige Astronomen kritisierten zudem die Behauptungen des leitenden Wissenschaftlers des Projekts, er liefere „nicht genügend“ Beweise, um seine kühnen Vermutungen über außerirdisches Leben zu stützen. Der Astrobiologe Caleb Scharf erklärte, dass im Rahmen des Galileo-Projekts seriöse Wissenschaftler mit Leuten „vermischt“ worden seien, die er als Fringe-Wissenschaftler einschätzte. Dennoch veröffentlichte die „New York Times“ am 24. August 2023 einen Artikel über Loeb und seine damit verbundene Suche nach Anzeichen außerirdischen Lebens und das Galileo-Projekt.

## Referenzen
Hinweis: Die Titel der Einzelnachweise wurden ins Deutsche übersetzt.
1. 1 2 3 4 5 6 7 8 9 10 11 12  Marcus Chown:  Projekt Galileo: Die Suche nach außerirdischer Technologie, die sich in unserem Sonnensystem versteckt In: BBC Science Focus Magazine. Abgerufen am 2. November 2022 (englisch).
2. 1 2 3 4 5 6  Steve Nadis:  Die Suche nach außerirdischen Artefakten beginnt In: Discover Magazine. Abgerufen am 2. November 2022 (englisch).
3. 1 2  Travis Andersen:  'Sind wir das klügste Kind auf unserer kosmischer Block?‘ Harvard-Astronom startet Galileo-Projekt zur Untersuchung von UFO-Berichten – The Boston Globe In: BostonGlobe.com. Abgerufen am 3. November 2022
4. 1 2  Mihiro Shimano:  Harvard-Professor startet neues Projekt zur Entdeckung unbekannter Luftphänomene In: boston.com. Abgerufen am 3. November 2022 (englisch).
5. 1 2 3 4 5 6 7 8  Matt Williams:  Ein neuer Plan zur Suche nach außerirdischen Artefakten auf der Erde und im gesamten Sonnensystem In: Universe Today, 28. Juli 2021. Abgerufen am 3. November 2022 (englisch).
6. 1 2  Maya Yang:  Galileo-Projekt: Wissenschaftler suchen nach Anzeichen außerirdischer Technologie In: The Guardian, 27. Juli 2021. Abgerufen am 13. August 2021 (englisch).
7. 1 2  Leonard David:  Kontakt mit Außerirdischen: Wie würde die Menschheit reagieren? In: Space.com, 27. September 2022. Abgerufen am 2. November 2022 (englisch).
8. ↑  Monica Cull:  Was sind UAPs und was wissen wir bisher über sie? In: Discover Magazine (englisch).
9. ↑  Stephanie Pappas:  Freigegebenes Militärvideo zeigt ‚UFO‘ vor der Ostküste In: livescience.com, 12. März 2018 (englisch).
10. 1 2   Neues auf einen Blick In: Science. Abgerufen am 2. November 2022 (englisch).
11. 1 2 3 4 5 6 7  Michael Irving:  Umstrittener Astronom skizziert Pläne zur Suche nach außerirdischer Technologie In: New Atlas, 27. Juli 2021. Abgerufen am 2. November 2022 (englisch).
12. ↑  Adam Mann:  Avi Loebs Galileo-Projekt sucht nach Beweisen für außerirdische Besuche In: Scientific American. Abgerufen am 13. August 2021 (englisch).
13. 1 2 3  Chris Young:  Wir könnten innerhalb von zwei Jahren ein „hochauflösendes Bild“ eines UFOs sehen In: interestingengineering.com, 7. Februar 2022. Abgerufen am 2. November 2022 (englisch).
14. ↑  Asha C. Gilbert, Marina Pitofsky:  Harvard-Professor leitet Forschung zur Existenz von UFOs und außerirdischen Zivilisationen In: USA TODAY. Abgerufen am 2. November 2022 (englisch).
15. 1 2 3 4 5 6 7 8  Alex Seitz-Wald:  Ein führender Harvard-Astronom untersucht UFOs, auch dank des Pentagon-Berichts In: NBC News. Abgerufen am 2. November 2022 (englisch).
16. 1 2 3 4  Avi Loeb:  Astronomen sollten bereit sein, seltsame Objekte am Himmel genauer zu betrachten – Das Galileo-Projekt will Teleskope auf unbekannte Luftphänomene richten In: Scientific American, 19. September 2021 (englisch).
17. ↑  Mike Wall:  UFOs und UAP: Geschichte, Sichtungen und Mysterien In: Space.com, 29. Oktober 2021. Abgerufen am 2. November 2022 (englisch).
18. 1 2  Daisy Dobrijevic:  Das Galileo-Projekt wird anhand der von ihm hinterlassenen Technologie nach Beweisen für außerirdisches Leben suchen In: Space.com, 26. Juli 2021. Abgerufen am 3. November 2022 (englisch).
19. 1 2  Passant Rabie:  Galileo-Projekt: Eine neue Jagd nach außerirdischen Objekten im Universum In: Inverse. Abgerufen am 2. November 2022 (englisch).
20. ↑  Mindy Weisberger:  Unter Leitung von Harvard sucht ein Team im Kosmos nach außerirdischer Weltraumtechnologie und UFOs In: livescience.com, 26. Juli 2021. Abgerufen am 2. November 2022 (englisch).
21. ↑  Galileo-Projekt – Aktivitäten. In: projects.iq.harvard.edu. Abgerufen am 29. Mai 2022 (englisch).
22. ↑   Das Galileo-Projekt: Harvard-Forscher suchen nach Anzeichen außerirdischer Technologie In: Sky News (englisch).
23. 1 2 3  Abraham Loeb: Überblick über das Galileo-Projekt. In: Journal of Astronomical Instrumentation. 12. Jahrgang, Nr. 1, 2023, doi:10.1142/S2251171723400032, arxiv:2209.02479, bibcode:2023JAI....1240003L.
24. ↑  Leonard David:  2022 könnte ein Wendepunkt in der UFO-Forschung sein In: Space.com, 21. Januar 2022. Abgerufen am 2. November 2022 (englisch).
25. ↑  Avi Loeb:  Ich bin Harvard-Astronom. Ich glaube, wir haben interstellares Material gefunden In: Newsweek, 5. Juli 2023. Abgerufen am 7. Juli 2023 (englisch).
26. ↑  Katrina Miller:  Scientist's Deep Dive for Außerirdisches Leben lässt seine Kollegen zweifeln – Avi Loeb, ein Harvard-Astrophysiker, behauptet, dass vom Meeresboden geborgenes Material von einer außerirdischen Raumsonde stammen könnte. Seine Kollegen sind skeptisch. In: The New York Times, 24. Juli 2023 (englisch).
27. 1 2  David Rennert:  Harvard-Astronom will Jagd auf Ufos machen In: DER STANDARD. Abgerufen am 2. November 2022 (österreichisches Deutsch).
28. 1 2 3  Bevan Hurley:  Warum dieser Harvard-Astronom sagt, Außerirdische hätten die Erde bereits besucht In: The Independent, 21. März 2022. Abgerufen am 2. November 2022 (englisch).
29. ↑  Dan Vergano:  Die wahre Geschichte, wie sich UFOs von Science-Fiction zu einer Priorität der nationalen Sicherheit entwickelten In: Grid News. Abgerufen am 2. November 2022 (englisch).
30. ↑  Avi Loeb: Eine neue Berechnung im laufenden Betrieb zur NASA-UAP-Studie. In: Medium. 25. Oktober 2022, abgerufen am 3. November 2022 (englisch).
31. 1 2  Adam Gabbatt:  'Da kommt was': Ist Amerika endlich bereit, UFOs ernst zu nehmen? In: The Guardian, 5. Februar 2022. Abgerufen am 29. Mai 2022 (englisch).
32. ↑  Leonard David:  2022 könnte ein Wendepunkt in der UFO-Forschung sein In: livescience.com, 27. Januar 2022. Abgerufen am 29. Mai 2022 (englisch).
33. ↑  Jennie Rothenberg Gritz:  Das Wunder von Avi Loeb. Abgerufen am 29. Mai 2022
34. ↑  Adam Mann:  Avi Loebs Galileo-Projekt sucht nach Beweisen für außerirdische Besuche In: Scientific American. Abgerufen am 29. Mai 2022 (englisch).
35. ↑  Sarah Knapton:  Die NASA will Satelliten zu Alienjägern machen In: The Telegraph, 23. Juli 2022. Abgerufen am 3. November 2022 (englisch).
36. ↑  Chris Young:  Wissenschaftler skizzierten eines der Hauptprobleme, falls wir jemals außerirdisches Leben finden: Es sind unsere Politiker In: interestingengineering.com, 19. Oktober 2022. Abgerufen am 2. November 2022 (englisch).
37. ↑  Adam Smith:  Alienjäger sind noch zwei Jahre von Bildern von Objekten entfernt, die „nicht von Menschenhand geschaffen“ sind In: The Independent, 7. Februar 2022. Abgerufen am 2. November 2022 (englisch).
38. 1 2  Matt Williams:  Ich sage nicht, dass es Außerirdische waren, aber 'Oumuamua war wahrscheinlich kein Stickstoff-Eisberg In: Universe Today via phys.org. Abgerufen am 2. November 2022 (englisch).
39. ↑  Abraham Loeb: On the Possibility of an Artificial Origin for 'Oumuamua. In: Astrobiology. 22. Jahrgang, Nr. 12, 12. März 2022, S. 1392–1399, doi:10.1089/ast.2021.0193, PMID 36475965, arxiv:2110.15213, bibcode:2022AsBio..22.1392L (englisch).
40. ↑  Amir Siraj: Spionagesatelliten bestätigten unsere Entdeckung des ersten Meteors von außerhalb des Sonnensystems. In: Scientific American. Juni 2022, abgerufen am 2. November 2022 (englisch).
41. ↑  Paul Scott Anderson:  EarthSky | Traf 2014 ein interstellarer Meteor auf der Erde ein? In: earthsky.org, 18. April 2022. Abgerufen im 2. November 2022 (englisch).
42. ↑  Becky Ferreira:  Alien-Hunting Astronomer Says There May Be a Second Interstellar Object on Earth in New Study In: Vice. Abgerufen am 19. Oktober 2022 (englisch).
43. 1 2  Amir Siraj, Abraham Loeb: Interstellar Meteors Are Outliers in Material Strength. In: The Astrophysical Journal Letters. 941. Jahrgang, Nr. 2, 1. Dezember 2022, ISSN 2041-8205, S. L28, doi:10.3847/2041-8213/aca8a0, arxiv:2209.09905, bibcode:2022ApJ...941L..28S (englisch).
44. ↑  Avi Loeb: Der erste interstellare Meteor hatte eine größere Materialstärke als Eisenmeteoriten. In: Medium. 18. April 2022, abgerufen am 21. August 2022 (englisch).
45. ↑  Amir Siraj, Abraham Loeb: Ein Argument für einen kilometergroßen Kern von C/2019 Q4. In: Research Notes of the American Astronomical Society. 3. Jahrgang, Nr. 9, 16. September 2019, S. 132, doi:10.3847/2515-5172/ab44c5, arxiv:1909.07286, bibcode:2019RNAAS...3..132S (englisch).
46. ↑  Joey Roulette:  Militärisches Memo vertieft mögliches Mysterium um interstellaren Meteor - Das US-Weltraumkommando schien die Behauptung zu bestätigen, dass ein Meteor von außerhalb des Sonnensystems in die Erdatmosphäre eingedrungen sei, aber andere Wissenschaftler und die NASA sind noch immer nicht überzeugt. (+ Kommentar) In: The New York Times, 15. April 2022 (englisch).
47. ↑  Tweet 1511856370756177921 (übersetzt) "Ich hatte das Vergnügen, ein Memo mit dem Chefwissenschaftler von @ussfspoc, Dr. Mozer, zu unterzeichnen, um zu bestätigen, dass es sich bei einem zuvor entdeckten interstellaren Objekt tatsächlich um ein interstellares Objekt handelte, eine Bestätigung, die der breiteren astronomischen Gemeinschaft half.", U.S. Space Command
48. 1 2  Avi Loeb: Message in an Interstellar Bottle. In: Medium. 16. September 2022, abgerufen am 17. September 2022 (englisch).
49. ↑  Jamie Carter:  Astronomers plan to einen interstellaren Meteoriten mithilfe eines riesigen Magneten aus dem Meer fischen In: livescience.com, 9. August 2022. Abgerufen am 21. August 2022 (englisch).
50. ↑  Ashley Stimpson:  Astronomen: Lasst uns einen Meteoriten aus dem Meer fischen ... mit einem matratzengroßen Magneten In: Popular Mechanics, 18. August 2022. Abgerufen am 2. November 2022 (amerikanisches Englisch).
51. ↑  Scott Alan Johnston:  Ein interstellarer Meteor traf 2014 die Erde, und nun wollen Wissenschaftler auf dem Meeresgrund danach suchen In: Universe Today via phys.org. Abgerufen am 2. November 2022 (englisch).
52. ↑  Audrey Carleton:  Ein interstellarer Meteor stürzte auf die Erde. Dieser Astronom möchte herausfinden, ob es Außerirdische waren. In: Vice. Abgerufen am 2. November 2022 (englisch).
53. ↑  Amir Siraj, Abraham Loeb, Tim Gallaudet: An Ocean Expedition by the Galileo Project to Retrieve Fragments of the First Large Interstellar Meteor CNEOS 2014-01-08. 5. August 2022 (englisch).
54. ↑  Avi Loeb: An Anomalous Wire Made of Manganese and Platinum in the Pacific Ocean Site of the First… In: Medium. 16. Juni 2023, abgerufen am 20. Juni 2023 (englisch).
55. ↑  Avi Loeb: Wir haben stoßfesten Stahl im Trümmerfeld des ersten erkannten interstellaren Meteors geborgen… In: Medium. 19. Juni 2023, abgerufen am 20. Juni 2023 (englisch).
56. ↑  Die demütigende Wahrheit hinter den „außerirdischen“ Kugeln des Harvard-Astronomen. In: Big Think. 13. März 2024, abgerufen am 17. Juli 2024 (amerikanisches Englisch).
57. ↑  Matt Richtel:  Überraschung: Ein „außerirdisches“ Gerät war etwas Vertrauteres In: The New York Times, 11. März 2024. Abgerufen am 17. Juli 2024 (amerikanisches Englisch).
58. 1 2  Beatriz Villarroel, Lars Mattsson, Hichem Guergouri, Enrique Solano, Stefan Geier, Onyeuwaoma Nnaemeka Dom, Martin J. Ward: Ein Glitzern in den Augen: Fotografisches Plattenarchiv sucht nach außerirdischen Artefakten. In: Acta Astronautica. 194. Jahrgang, 1. Mai 2022, ISSN 0094-5765, S. 106–113, doi:10.1016/j.actaastro.2022.01.039, arxiv:2110.15217, bibcode:2022AcAau.194..106V (englisch).
59. ↑  Beatriz Villarroel, Enrique Solano, Hichem Guergouri, Alina Streblyanska, Lars Mattsson, Rudolf E. Bär, Jamal Mimouni, Stefan Geier, Alok C. Gupta, Vanessa Okororie, Khaoula Laggoune, Matthew E. Shultz, Robert A. Freitas Jr., Martin J. Ward: Gibt es eine Hintergrundpopulation von Objekten mit hoher Albedo in geosynchronen Umlaufbahnen um die Erde? 12. April 2022.
60. ↑  Affiliates. In: projects.iq.harvard.edu. Abgerufen am 3. November 2022 (englisch).
61. ↑  Beiräte. In: projects.iq.harvard.edu. Abgerufen am 3. November 2022 (englisch).
62. ↑  Anagha Srikanth:  Harvard-Astronom widmet sich nach Pentagon-Bericht nun der Erforschung von UFOs In: The Hill, 9. August 2021. Abgerufen am 2. November 2022
63. 1 2 3 4  Keith Kloor:  Warum arbeitet ein Harvard-Astrophysiker mit UFO-Fans zusammen? In: Science. Abgerufen am 10. September 2022 (englisch).
64. ↑  Press Coverage. In: projects.iq.harvard.edu. Abgerufen am 2. November 2022 (englisch).
65. 1 2  Daniel Clery:  Projekt zur Suche nach außerirdischen Besuchern unseres Sonnensystems gestartet In: Science. Abgerufen am 2. November 2022 (englisch).
66. ↑  Greg Eghigian:  UFOs and the Boundaries of Science In: Boston Review. Abgerufen am 2. November 2022 (englisch).
67. ↑  Seth Shostak:  Harvards Avi Loeb meint, wir sollten UFOs untersuchen – und er liegt damit richtig In: Scientific American. Abgerufen am 2. November 2022 (englisch).
68. ↑  Kai McNamee:  Ein Astronom glaubt, dass sich auf dem Meeresboden außerirdische Technologie befinden könnte. Nicht alle sind dieser Meinung In: NPR.org. Abgerufen am 3. November 2022 (englisch).
69. ↑  Seth Fletcher:  Wie ein Harvard-Professor zum weltweit führenden Alienjäger wurde – Avi Loebs zielstrebige Suche nach außerirdischem Leben hat ihn zum berühmtesten praktizierenden Astronomen des Landes gemacht – und möglicherweise zum umstrittensten. In: The New York Times, 24. August 2023